# Туросль (Вармінсько-Мазурське воєводство)
Туросль (пол. Turośl, нім. Turoscheln (1938-45: Mittenheide)) — село в Польщі, у гміні Піш Піського повіту Вармінсько-Мазурського воєводства.
Населення — 115 осіб (2011).
У 1975-1998 роках село належало до Сувальського воєводства.

## Демографія
Демографічна структура станом на 31 березня 2011 року:
|          | Загалом | Допрацездатний вік | Працездатний вік | Постпрацездатний вік |
| -------- | ------- | ------------------ | ---------------- | -------------------- |
| Чоловіки | 56      | 8                  | 46               | 2                    |
| Жінки    | 59      | 7                  | 36               | 16                   |
| Разом    | 115     | 15                 | 82               | 18                   |